# Philaeus chrysops
Philaeus chrysops este o specie de păianjen săritor (Salticidae).

## Distribuție și habitat
Philaeus chrysops apare în Palearctica, din Portugalia până în China de Sud și Coreea. Sunt destul de comuni în cea mai mare parte a Europei, în special în țările din sud. Nu sunt raportați în Irlanda, Islanda și în alte regiuni nordice, cum ar fi cea mai mare parte a Scandinaviei, Estonia, Letonia și Rusia nord-europeană. În afara Europei, sunt prezenți în Africa de Nord, Orientul Apropiat, Turcia, Caucaz, Asia Centrală, Iran, Afganistan, China, Mongolia și Coreea.

## Habitat
Acești păianjeni preferă zonele deschise și calde. De obicei, pot fi găsiți în habitate uscate, stâncoase sau nisipoase, cu vegetație joasă și deschisă.

## Descriere

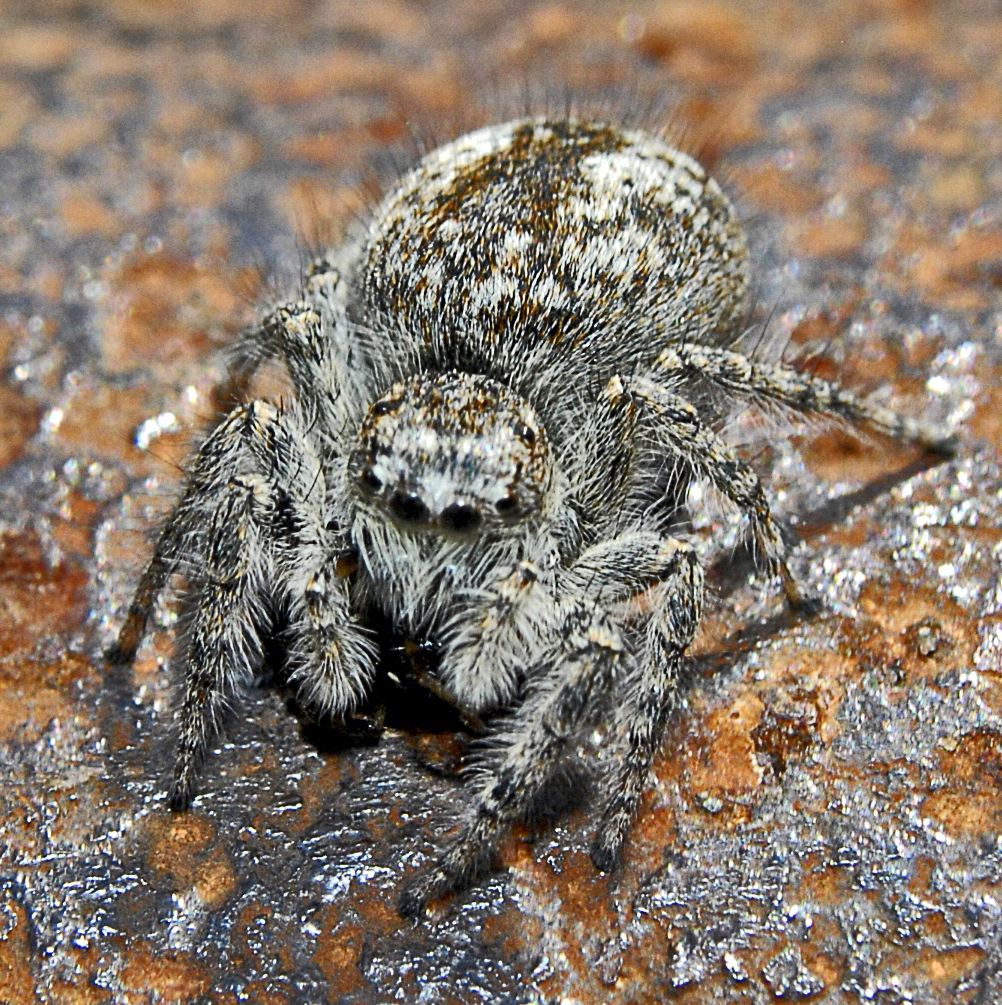
Femelă, vedere frontală

Lungimea normală a corpului este 7–12 millimetrui (0,28–0,47 in), dar există și masculi de 5 mm. Neobișnuit pentru păianjeni, masculii sunt adesea mai mari. Sexele diferă foarte mult, specia prezentând un dimorfism sexual accentuat: masculii sunt foarte colorați, cu o opistosomă de culoare roșu aprins (chrysops înseamnă „ochi de aur” în greacă). Masculii au o prosomă maro închis sau negru, deobicei cu două dungi albe longitudinale largi în spatele ochilor posteriori. Abdomenul este roșu-portocaliu aprins pe spate și pe laterale, cu o dungă neagră longitudinală în centru și zone negre în partea anterioară. Picioarele lungi și subțiri sunt întunecate, cu patela și cea mai mare parte a tibiei primelor două perechi de un portocaliu-roșu aprins.
Cefalotoracele femelei este asemănător cu cel al masculului, dar cu dungi albe mult mai mici. Partea din spate a abdomenului ei este în mare parte acoperită cu o dungă maronie foarte largă, destul de neregulată, cu două dungi longitudinale albicioase și câteva semne albicioase în apropierea părților laterale. Restul abdomenului și părțile laterale pot fi maro-portocaliu sau maro deschis, iar picioarele maro deschis cu inele maro închis.

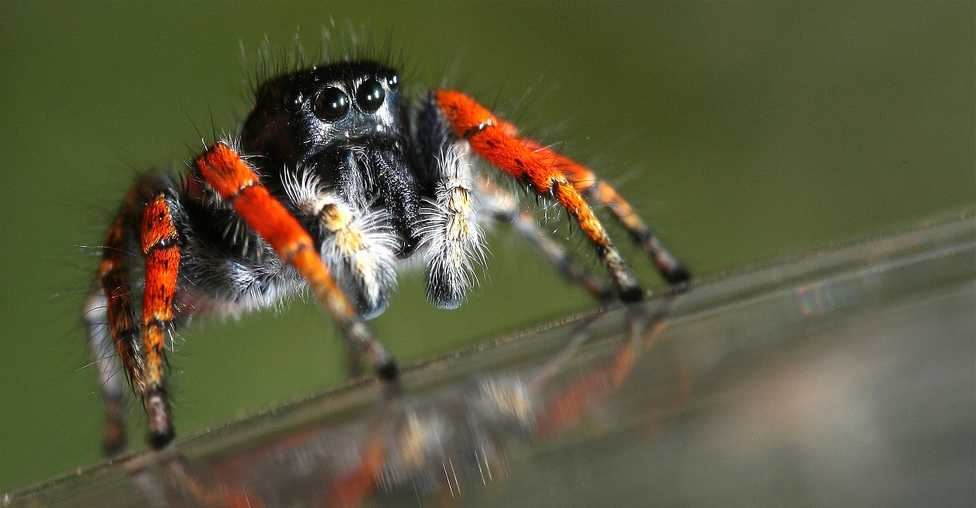
Mascul, vedere frontală

## Biologie

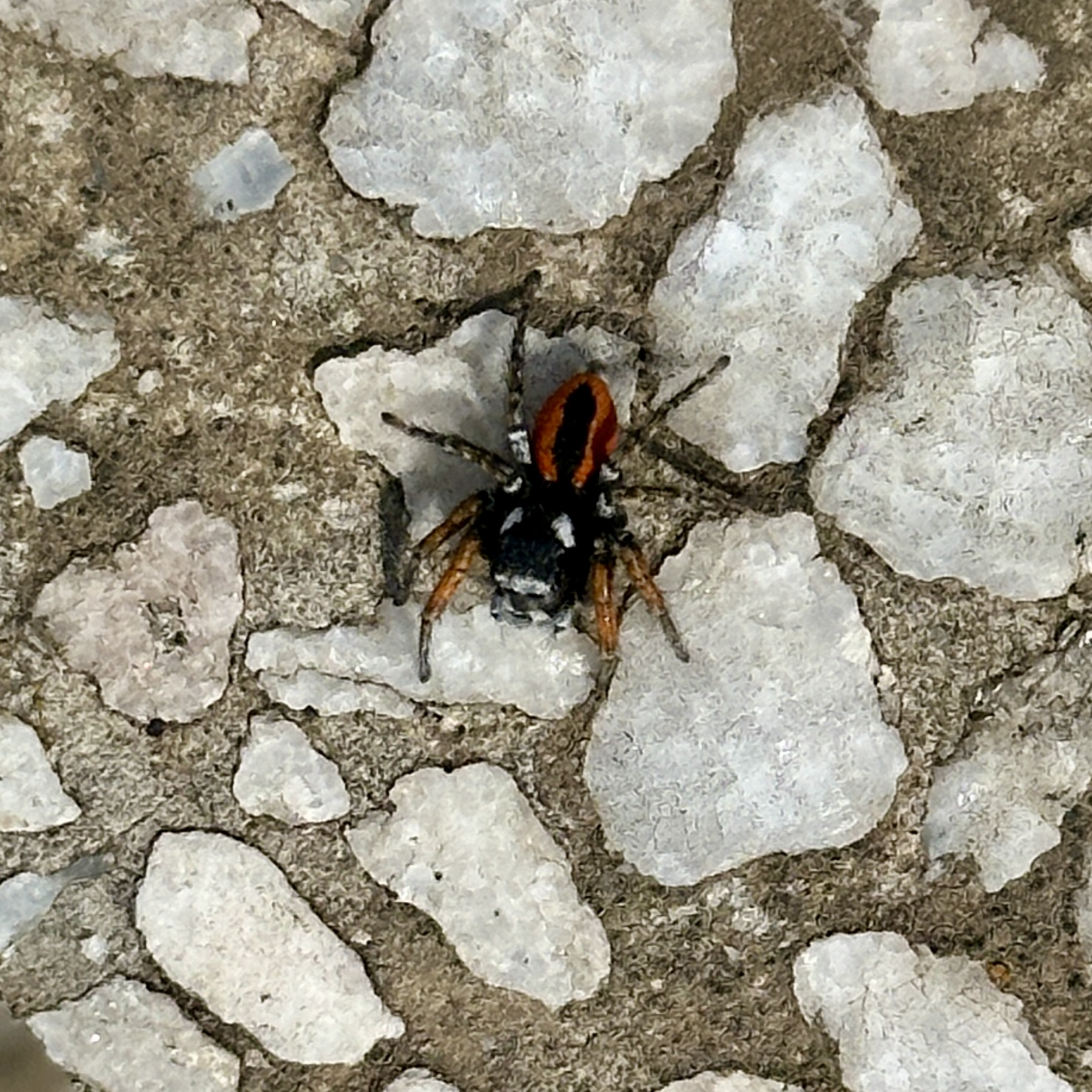
Philaeus chrysops în Timișoara

Acești păianjeni pot fi găsiți în lunile calde de primăvară și vară. Tinerii păianjeni devin adulți în jurul lunii iulie. La fel ca ceilalți păianjeni săritori, această specie nu folosește pânze pentru a captura prada. Philaeus chrysops vânează liber, sărind rapid peste pradă și blocând-o cu ghearele și pedipalpii. Vânătoarea are loc doar în timpul zilei, în orele calde. Când masculul adult a găsit o femelă, va începe să o curteze, scuturând picioarele anterioare în aer și batând în pământ cu abdomenul și pedipalpii. După împerechere, femelele depun ouăle într-un cocon, urmărindu-le până la ecloziune.